# استارکی
استارکی (انگلیسی: Starkey) شرکت الکترونیک آمریکایی است، که در سال ۱۹۶۷ توسط بیل آستین تأسیس شد.